# Missing: New York
Missing: New York (titre original : Missing: New York) est un roman policier de Don Winslow publié en 2014 aux États-Unis puis traduit en français et publié en 2015,. Il a obtenu le prix Falcon (en) 2016.

## Résumé
Lincoln, Nebraska. Frank Decker est un inspecteur de police de trente-quatre ans. Appelé à la suite de la soudaine disparition de Hailey Hansen, une jeune fille afro-américaine de cinq ans, il prend immédiatement l'affaire très à cœur. Mais les heures puis les jours passent et tous les espoirs s'amenuisent petit à petit. Quelque temps plus tard, Brittany Morgan, une autre petite fille, disparaît également. Frank prend part à l'enquête et peu après, le cadavre de Brittany est retrouvé, suivi bientôt de l'arrestation de son meurtrier, Harold Gaines. Ce deuxième échec pèse énormément sur Frank. En parallèle, le couple qu'il forme avec sa femme Laura bat de plus en plus de l'aile. Il décide sur un coup de tête de démissionner afin d'avoir les mains libres pour suivre quelques petites bribes de pistes, sur les routes de l'État de New York.
Evelyn Jenkins alerte Frank Decker via un site internet dédié aux disparitions d'enfants : elle pense avoir vu une petite fille répondant à la description de Hailey Hansen dans une station service de Jamestown, État de New York. De fil en aiguille, cette piste mène Frank Decker à un photographe de mode célèbre nommé Clayton Welles et dont l'égérie est une mannequin du nom de Shea Davis dont la particularité est de ressembler à une version adulte de Hailey Hansen. L'ancien policier pénètre alors dans le milieu des familles de la grande bourgeoisie new-yorkaise, dans lequel se mêlent prostituées de luxe et parrains de la mafia locale.
Avec énormément de persévérance et pas mal de chance, Franck Decker parvient finalement à sauver Hailey Hansen.

## Éditions
- Missing: New York, Alfred A. Knopf, 2014[1]
- Missing: New York, Seuil, 19 mars 2015, trad. Philippe Loubat-Delranc, 320 p.  (ISBN 978-2-02-121311-9)
- Missing: New York, Points, coll. « Points Policier » no P4859, 6 septembre 2018, trad. Philippe Loubat-Delranc, 330 p.  (ISBN 978-2-7578-7175-1)